# José María de Soto Martínez
José María de Soto Martínez (Huelva, España, 2 de febrero de 1990, aunque vive en Cartagena desde los 8 años) es un futbolista español. Juega de defensa en el Cartagena Fútbol Club de Tercera División.

## Trayectoria
José María comenzó su andadura en el CD Dolorense, pasando por el Cartagena FC, La Unión y el Osasuna de Pamplona para jugar en tercera con el Cartagena B.
En 2011, su trabajo en la pretemporada del primer plantel albinegro fue valorado de forma positiva. Entrena con el cuadro de Paco López y competirá, cuando no sea requerido para el equipo profesional, con el Cartagena Fútbol Club (Tercera, Grupo 13).

## Clubes
| Club                    | País   | Año       |
| ----------------------- | ------ | --------- |
| CA Osasuna Juvenil      | España | 2008-2009 |
| FC Cartagena B          | España | 2009-2011 |
| FC Cartagena            | España | 2011      |
| Cartagena FC            | España | 2011-2012 |
| Deportiva Minera        | España | 2012-2014 |
| Águilas FC              | España | 2014-2015 |
| La Unión Club de Fútbol | España | 2015-2016 |
| Mar Menor Fútbol Club   | España | 2016-2018 |
| Cartagena FC            | España | 2018-     |